# Acarnus bicladotylotus
Acarnus bicladotylotus är en svampdjursart som beskrevs av Kazuo Hoshino 1981. Acarnus bicladotylotus ingår i släktet Acarnus och familjen Acarnidae. Inga underarter finns listade i Catalogue of Life.